# Guillaume de Crèvecœur
 Guillaume de Crèvecœur   ou Crépicordier, né à Crèvecœur et mort le 20 avril 1408 à l'abbaye de Beaupré, est un prélat français du XIVe siècle et du début du XVe siècle. Il est un fils de Jean III, dit Flamens, seigneur de Crèvecœur, et de Jeanne d'Argies. 

## Biographie
Sur proposition du duc de Bourgogne, Philippe le Hardi, dont il est aumônier, Guillaume de Crèvecœur est élu évêque de Coutances en 1386.
Quoique l'épiscopat de Guillaume de Crèvecœur est d'environ 22 ans, il n'a pas  beaucoup résidé dans son diocèse, soit qu'il demeure à la cour du duc de Bourgogne ou à son abbaye de Beaupré au diocèse de Beauvais.
Guillaume de Crèvecœur travaille beaucoup à l'extinction du grand schisme et il se trouve à plusieurs conciles et autres assemblées tenues à Paris pour ce sujet.

## Source
- Le Clergé de France, Tome IV